# Pošta Srbije
Pošta Srbije (en serbe cyrillique : Пошта Србије ; en français : Poste de Serbie) est l'opérateur postal national de la république de Serbie. Elle a son siège à Belgrade.
Le service postal public a été introduit en Serbie en 1840.  Le premier timbre y a été imprimé en 1866. En 1874, Pošta Srbije a participé à la création de l'Union postale universelle.